# Cerro Chenque
Cerro Chenque är en kulle i Argentina.   Den ligger i provinsen Chubut, i den södra delen av landet, 1 500 km sydväst om huvudstaden Buenos Aires. Toppen på Cerro Chenque är 209 meter över havet, eller 11 meter över den omgivande terrängen. Bredden vid basen är 0,34 km.
Terrängen runt Cerro Chenque är kuperad åt nordväst, men åt sydost är den platt. Havet är nära Cerro Chenque åt sydost. Trakten är tätbefolkad. Närmaste större samhälle är Comodoro Rivadavia, 1,3 km söder om Cerro Chenque. 